# Jona Viray

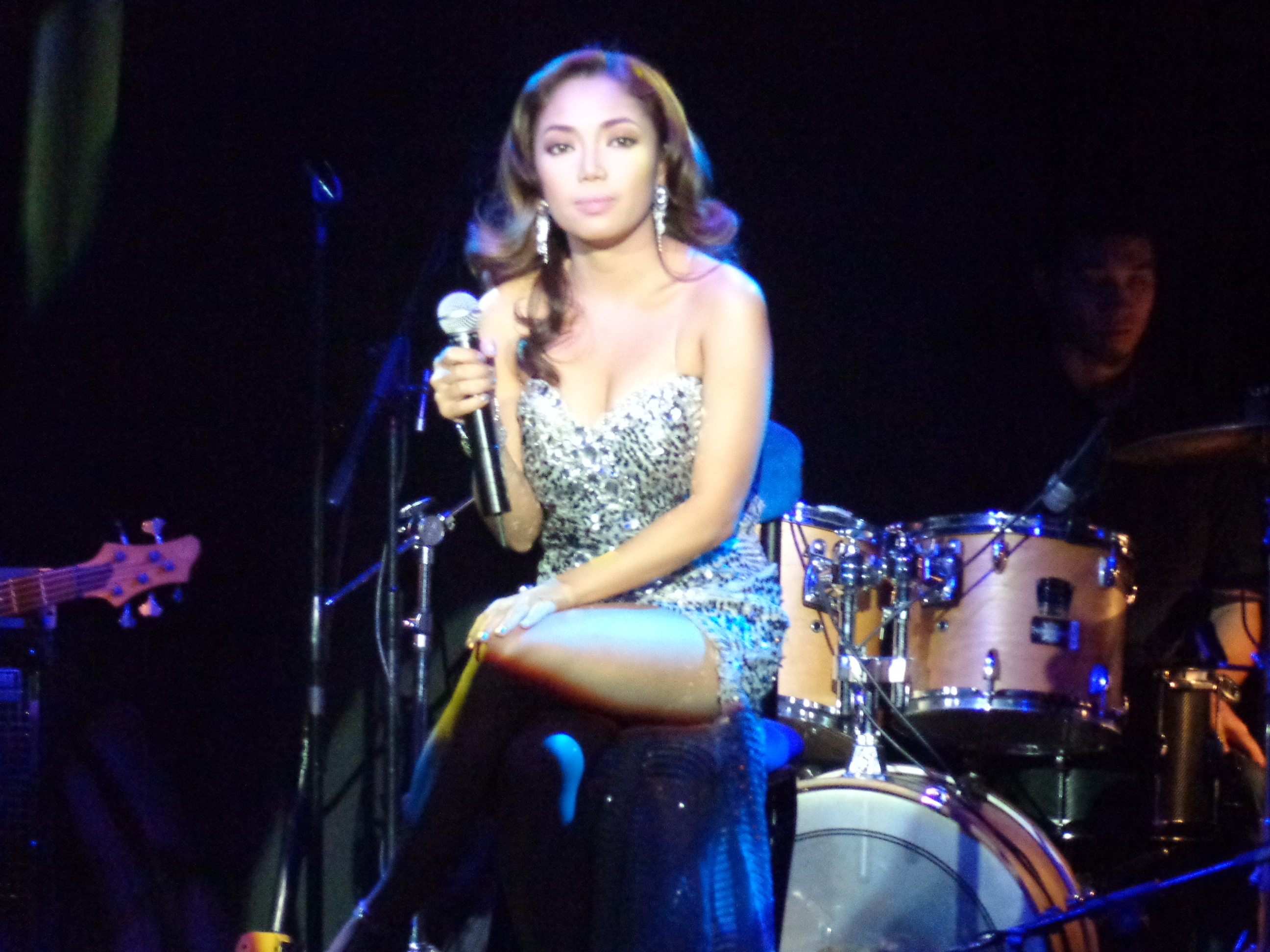
Jonalyn Viray en 2012

Jonalyn "Jona" Roxas Viray (15 de noviembre de 1989 en Pio Duran, Albay), es una actriz y cantante filipina de pop, R&B y soul. Ella fue una de las concursantes del Pinoy Pop Superstar y que compitió con otros artistas competidores como Maricris García y Santos Gerald. Formó parte de la banda femenina de pop La Diva junto a Aicelle Santos y Maricris Garcia.

## Discografía

### Álbumes de estudio
- Jonalyn: On My Own (2005)
- Jonalyn Viray (2013)
- Jona (2017)

### Colaboraciones
- Pinoy Pop Superstar: The Finalists (2005)

### Conciertos
- Serie de Conciertos fantasías (EE. UU. Conciertos con Katrina Halili - 2008)
- Vamos a Celebrar (Luisiana Concierto con Mariano Rivera y Dingdong Dantes - 2008)
- Katy Musical (MMFF destacados - 2008)

### influenciado por
- Regine Velásquez
- Mariah Carey
- Whitney Houston
- Kelly Clarkson

## Filmografía
- My Guardian Abby QTV-11 (2005)
- I Luv NY (2006)
- Puso 3 (2006)
- Cattleya: An OFW Story (2014)

### Espectáculos
- Pinoy Pop Superstar Pinoy Pop Superstar

SOP Rules Reglas SOP 

### TV Guestings / Apariciones
- Unang Hirit
- SiS
- Extra Challenge
- Eat Bulaga!
- Sweet Life
- Full Time Moms
- Showbiz Central
- S-Files
- Kapuso Mo, Jessica Soho
- Celebrity Duets: Philippine Edition
- Protégé: The Battle For The Big Artista Break
- Net 25
- Just Duet
- Showtime
- Rated K
- Umagang Kay Ganda
- Tonight with Boy Abunda
- Kris TV